# Munmu sillai király
Munmu király (문무왕, 文武王), születési nevén Kim Beopmin (Kjongdzsu, 626 – ?, 681) a Silla királyság 30. uralkodója volt 661–681. között. Apja Taejong Muyeol király, édesanyja, Kim Seo-hyun fiatalabb lánya és Kim Yusin tábornok húga, Munhwa királynő volt.

Munmu király sírkövén a következőket olvashatjuk az uralkodóról.
„A Nagy Király gondolatai mélyek és távoliak voltak, megjelenése kiemelkedő, nagylelkűsége olyan volt, mint a tenger és a folyók, fensége pedig olyan, mint a mennydörgés."

## Élete

### Életének korai szakasza
A Samguk Sagi nem tesz említést Munmu születésének idejéről és körülményeiről, csupán arról, hogy a király a holdnaptár 7. hónapjának 1. napján hunyt el 681-ben. A király sírkövén azonban az áll, hogy 56 éves volt halálakor. Ez alapján Munmu király születési éve Jinpyeong király uralkodásának 43. évének (626.) felel meg.
Jindeok királynő uralkodása alatt követként járt a Tang-dinasztiánál, hogy diplomáciai támogatást szerezzen Goguryeo és Baekje legyőzéséhez. Apja, Taejong Muyeol uralkodása alatt pajinchanként (4. rangú hivatalnok) és katonai parancsnokként szolgált, majd 655-ben emelték koronahercegi rangra. Taejong Muyeol király uralkodásának 7. évében (660.) részt vett Baekje királyi fővárosának elfoglalásában. Apja 661-ben bekövetkezett halála után lépett trónra, és kezdte meg uralkodását.

### Uralkodása
Uralkodásának első évei folytonos hadakozással teltek. Baekje veresége után a baekjei katonák ellenállási hadsereget szerveztek, és többször is kísérletet tettek a királyság visszaállítására. Munmu király 663-ban sikeresen leverte az utolsó ellenállási kísérletet, azonban a Tang-dinasztia saját fennhatósága alá vonta az elfoglalt területek nagy részét.
665 őszén beiktatták Jeongmyeong herceget (a leendő Sinmun királyt ) mint trónörököst. Még ugyanebben az évben Munmu király megújította szövetségét a Tang Kínával. Az egyesített Tang–Silla sereg Kim Yusin tábornok vezetésével 668-ra felszámolta Goguryeot is. Ezt követően Munmu királynak a Tang-dinasztia fenyegetésével kellett szembenéznie. Végül 671-ben Silla annektálta Baekje területét, kiszorítva onnan a Tang seregeket. 676-ra Kína végleg kivonta a Taedongtól délre eső területekről csapatait. Azonban Goguryeo nagy része tang fennhatóság alatt maradt, melyben a helyi nemesség Tang-dinasztiát pártoló hozzáállása nagy szerepet játszott. Munmu király volt az egységes Silla királyság első uralkodója, aki egyesítette a Taedong folyótól délre eső területeket.
A Koreai-félsziget egységének megteremtésén túl az ország belügyeihez, a kormányzati és közigazgatási rendszer megalapozásához is nagyban hozzájárult. Központi kormányzati hivatalokat hozott létre, mint például a Katonai Ügyek Minisztériuma és az Udvari Ügyek Minisztériuma. Ezek mellett új közigazgatási rendszert alakított ki: 9 seodangonként (falusi iskola) helyi kormányzatokat hozott létre, és 10 katonai egységre osztotta a királyság területét.

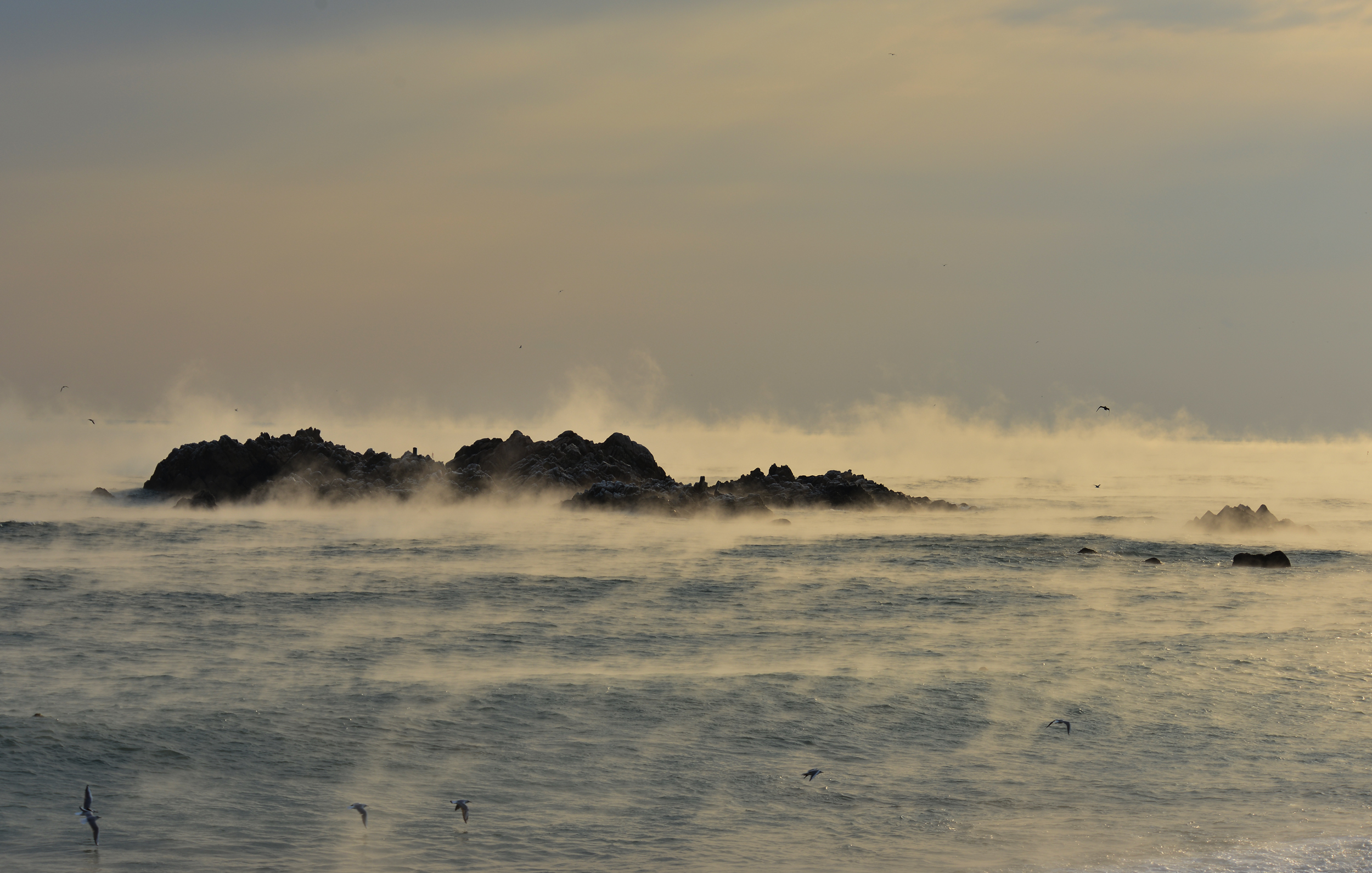
Daewangam-szikla, Munmu király víz alatti sírhelye.

### Végrendelete
Munmu király 681. július 24-én hunyt el (feltehetően 55 évesen). Sírhelye, a Daewangam, a Gameunsa templomtól délre, a tengerben található. Ez az egyetlen víz alatti sírhely a világon, és Korea 158. történelmi látványossága.
„Munmu király Yinglung (Sinsa 681.) második évében hunyt el, és végakarata szerint egy hatalmas sziklában temették el a Keleti-tengerben. Élete során az uralkodó gyakran mondta jó barátjának, Chiui Popsa szerzetesnek: »Ha meghalok és véget ér világi dicsőségem, szeretnék őrző sárkánnyá válni a tengerben, imádni a Buddhát, és védelmezni a nemzetet.«”